# Världsmästerskapen i skidskytte 2017
Världsmästerskapen i skidskytte 2017 avgjordes i Hochfilzen i Tyrolen i Österrike 9–19 februari 2017. Den andra kandidatorten var Östersund, Sverige. Hochfilzen utsågs till värdort den 2 september 2012 under IBU-kongressen i Merano i Italien. Tävlingarna genomfördes i Hochfilzen även åren 1978, 1998 och 2005.
Under mästerskapen blev Laura Dahlmeier historisk som den första någonsin att vinna fem guld i ett VM.

## Tävlingsprogram
Totalt elva tävlingar genomfördes under världsmästerskapen.
| Datum                    | Tid (UTC+1) | Gren                             |
| ------------------------ | ----------- | -------------------------------- |
| Torsdag 9 februari 2017  | 14:45       | Mixstafett 2 × 6 km + 2 × 7,5 km |
| Fredag 10 februari 2017  | 14:45       | Damer 7,5 km sprint              |
| Lördag 11 februari 2017  | 14:45       | Herrar 10 km sprint              |
| Söndag 12 februari 2017  | 10:30       | Damer 10 km jaktstart            |
| Söndag 12 februari 2017  | 14:45       | Herrar 12,5 km jaktstart         |
| Onsdag 15 februari 2017  | 14:30       | Damer 15 km distans              |
| Torsdag 16 februari 2017 | 14:30       | Herrar 20 km distans             |
| Fredag 17 februari 2017  | 14:45       | Damer 4 × 6 km stafett           |
| Lördag 18 februari 2017  | 14:45       | Herrar 4 × 7,5 km stafett        |
| Söndag 19 februari 2017  | 11:30       | Damer 12,5 km masstart           |
| Söndag 19 februari 2017  | 14:45       | Herrar 15 km masstart            |

## Medaljöversikt

### Herrar
| Disciplin            | Guld                                                                 | Silver                                                                                  | Brons                                                                       |
| Distans (20 km)      | Lowell Bailey USA                                                    | Ondřej Moravec Tjeckien                                                                 | Martin Fourcade Frankrike                                                   |
| Sprint (10 km)       | Benedikt Doll Tyskland                                               | Johannes Thingnes Bø Norge                                                              | Martin Fourcade Frankrike                                                   |
| Jaktstart (12,5 km)  | Martin Fourcade Frankrike                                            | Johannes Thingnes Bø Norge                                                              | Ole Einar Bjørndalen Norge                                                  |
| Masstart (15 km)     | Simon Schempp Tyskland                                               | Johannes Thingnes Bø Norge                                                              | Simon Eder Österrike                                                        |
| Stafett (4 × 7,5 km) | Ryssland Aleksej Volkov Maksim Tsvetkov Anton Babikov Anton Sjipulin | Frankrike Jean-Guillaume Béatrix Quentin Fillon Maillet Simon Desthieux Martin Fourcade | Österrike Daniel Mesotitsch Julian Eberhard Simon Eder Dominik Landertinger |

### Damer
| Disciplin          | Guld                                                                           | Silver                                                                       | Brons                                                                       |
| Distans (15 km)    | Laura Dahlmeier Tyskland                                                       | Gabriela Koukalová Tjeckien                                                  | Alexia Runggaldier Italien                                                  |
| Sprint (7,5 km)    | Gabriela Koukalová Tjeckien                                                    | Laura Dahlmeier Tyskland                                                     | Anaïs Chevalier Frankrike                                                   |
| Jaktstart (10 km)  | Laura Dahlmeier Tyskland                                                       | Darja Domratjeva Belarus                                                     | Gabriela Koukalová Tjeckien                                                 |
| Masstart (12,5 km) | Laura Dahlmeier Tyskland                                                       | Susan Dunklee USA                                                            | Kaisa Mäkäräinen Finland                                                    |
| Stafett (4 × 6 km) | Tyskland Vanessa Hinz Maren Hammerschmidt Franziska Hildebrand Laura Dahlmeier | Ukraina Irina Varvjnets Julija Dzjyma Anastasija Merkusjyna Olena Pidhrusjna | Frankrike Anaïs Chevalier Célia Aymonier Justine Braisaz Marie Dorin Habert |

### Mixstafett
| Disciplin                       | Guld                                                             | Silver                                                                              | Brons                                                                       |
| Mixstafett (2 × 6 + 2 × 7,5 km) | Tyskland Vanessa Hinz Laura Dahlmeier Arnd Peiffer Simon Schempp | Frankrike Anaïs Chevalier Marie Dorin Habert Quentin Fillon Maillet Martin Fourcade | Ryssland Olga Podtjufarova Tatjana Akimova Aleksandr Loginov Anton Sjipulin |

## Medaljligan
| Pl.    | Nation      | Guld | Silver | Brons | Totalt |
| ------ | ----------- | ---- | ------ | ----- | ------ |
| 1      | Tyskland    | 7    | 1      | 0     | 8      |
| 2      | Frankrike   | 1    | 2      | 4     | 7      |
| 3      | Tjeckien    | 1    | 2      | 1     | 4      |
| 4      | USA         | 1    | 1      | 0     | 2      |
| 5      | Ryssland    | 1    | 0      | 1     | 2      |
| 6      | Norge       | 0    | 3      | 1     | 4      |
| 7      | Vitryssland | 0    | 1      | 0     | 1      |
| 7      | Ukraina     | 0    | 1      | 0     | 1      |
| 9      | Österrike   | 0    | 0      | 2     | 2      |
| 10     | Italien     | 0    | 0      | 1     | 1      |
| 10     | Finland     | 0    | 0      | 1     | 1      |
| Totalt | Totalt      | 11   | 11     | 11    | 33     |